# John Chapman (écrivain)
Pour les articles homonymes, voir John Chapman et Chapman.
John Roy Chapman (né le 27 mai 1927 à Londres et mort le 3 septembre 2001 à Périgueux) est un acteur et dramaturge britannique.

## Biographie
Neveu de l'acteur Edward Chapman, il a fait ses débuts au théâtre en 1946 et a étudié à la Royal Academy of Dramatic Art dont il est sorti diplômé en 1950. Il a commencé son œuvre de dramaturge dans les années 1950 et a travaillé pour la télévision et le cinéma.
Sa pièce Dry Rot (1954) a paru en français sous le titre Drôles de fripouilles aux Éditions du Brigadier en 2024 (trad. Frédéric Saint-Martin).
Il meurt en 2001 à l'âge de 74 ans.